# Jipijapa (Quito)

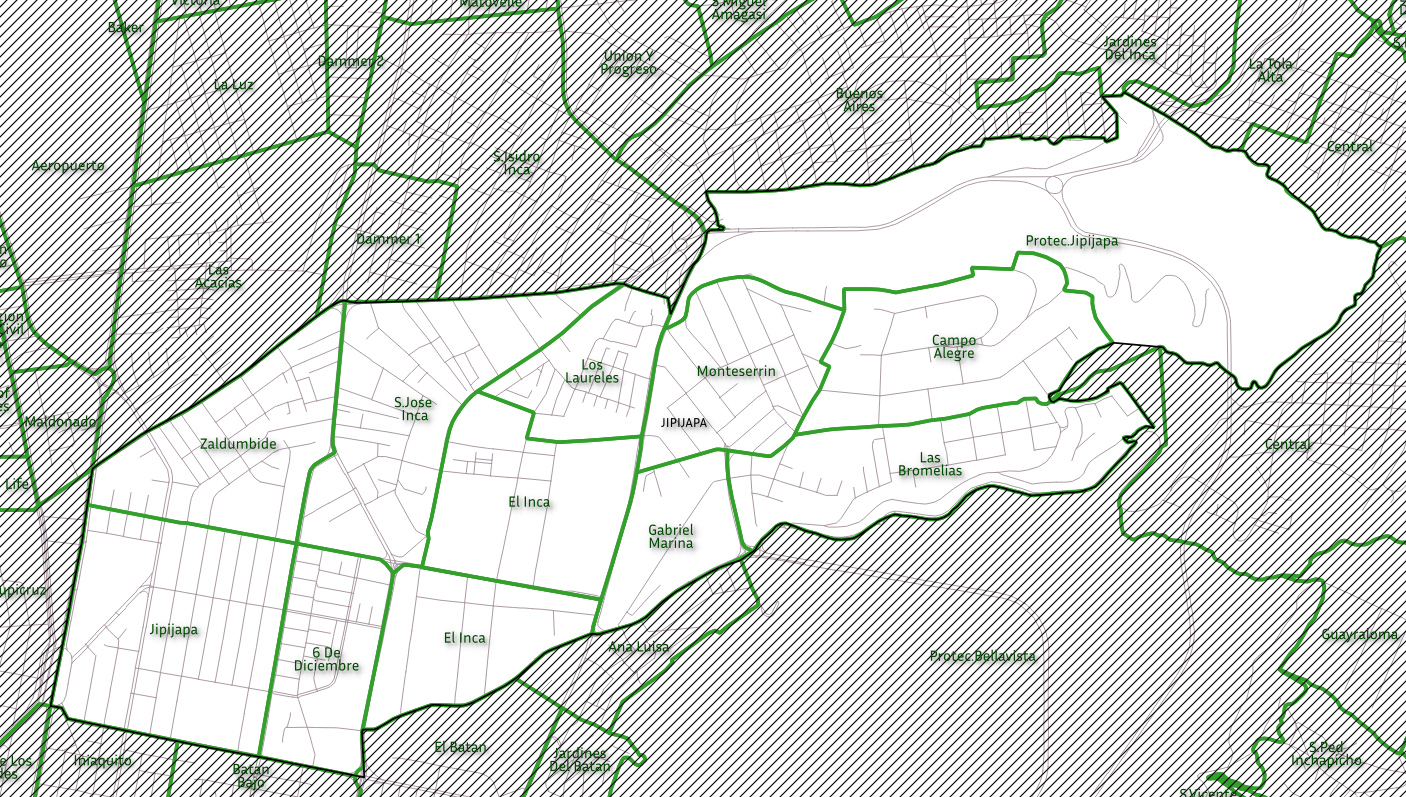
Barrios in der Parroquia Jipijapa

Jipijapa ist ein Stadtteil von Quito und eine Parroquia urbana in der Verwaltungszone Eugenio Espejo im Kanton Quito der ecuadorianischen Provinz Pichincha. Die Fläche beträgt 623 ha. Die Einwohnerzahl lag im Jahr 2019 bei 42.807.

## Lage
Die Parroquia Jipijapa liegt im Nordosten von Quito etwa 7,5 km nordöstlich vom Stadtzentrum auf einer Höhe von etwa 2790 m. Die Avenida Gaspar de Villarroel begrenzt das Areal im Südwesten, die Avenida 10 de Agosto im Westen, die Avenida El Inca im Nordwesten. 
Die Parroquia Jipijapa grenzt im Osten an die Parroquia rural Nayón, im Süden an die Parroquia Iñaquito, im Westen an die Parroquia Rumipamba sowie im Norden an die Parroquias Kennedy und San Isidro del Inca.

## Barrios
Die Parroquia ist in folgende Barrios und Stadtteile gegliedert:
- 6 de Diciembre
- Campo Alegre
- El Inca
- Gabriel Marina
- Jipijapa
- Las Bromelias
- Los Laureles
- Monteserrín
- San José del Inca
- Zaldumbide
- Zona protegida Jipijapa

## Verschiedenes
Im äußersten Westen der Parroquia befindet sich die Stierkampfarena "Plaza de Toros".